# Cristina D’Avena
Cristina D’Avena (ur. 6 lipca 1964 roku w Bolonii) – włoska piosenkarka i aktorka. Znana przede wszystkim z piosenek z seriali telewizyjnych i animowanych. Jej płyty sprzedano dotychczas w 6 milionach egzemplarzy.
Dużą część dorobku piosenkarki stanowią piosenki z włoskich wersji japońskich seriali animowanych. Wykonała ich ponad 120, w tym utwory do takich anime, jak: Czarodziejka z Księżyca, Pokémon, Cardcaptor Sakura, One Piece, Dr. Slump, Wojowniczki z Krainy Marzeń. Najczęściej nie są to regionalizacje japońskich openingów, ale piosenki napisane specjalnie na potrzeby włoskiej wersji językowej. Ponadto w serialu Mahou no Tenshi Creamy Mami, oprócz wykonania piosenki tytułowej, dubbingowała w piosenkach tytułową bohaterkę oraz jej rywalkę Megumi Ayase.
Cristina D’Avena oprócz tego wykonuje piosenki do zachodnich kreskówek, m.in. Hrabiego Kaczuli, Smerfów, Maski i Odlotowych agentek oraz Mój mały Kucyk.
Zagrała Licię w serialu telewizyjnym opartym na anime Ai Shite Knight (znanym we Włoszech jako Kiss me Licia) zatytułowanym (w zależności od serii) Love Me Licia, Licia, dolce Licia, Teneramente Licia i Balliamo e cantiamo con Licia, powstałym na fali popularności anime wśród włoskiej publiczności. Zaśpiewała także piosenki tytułowe do wszystkich jego sezonów.
Dwukrotna laureatka festiwalu piosenki dziecięcej Zecchino d’Oro w latach 1968 i 1971. Była członkinią Piccolo Coro dell’Antoniano. Ma młodszą o 10 lat siostrę Clarissę, która jest jej menadżerką.

## Wybrana filmografia
- 1985: Avventura di Pinocchio – Błękitna Wróżka
- 1986: Love Me Licia – Luciana „Licia”
- 1986: Licia, dolce Licia – Luciana „Licia”
- 1987: Terneramente Licia – Luciana „Licia”
- 1987: Balliamo e cantiamo con Licia – Luciana „Licia”
- 1988: Arriva Cristina – wystąpiła w roli samej siebie